# 9M113 콩쿠르

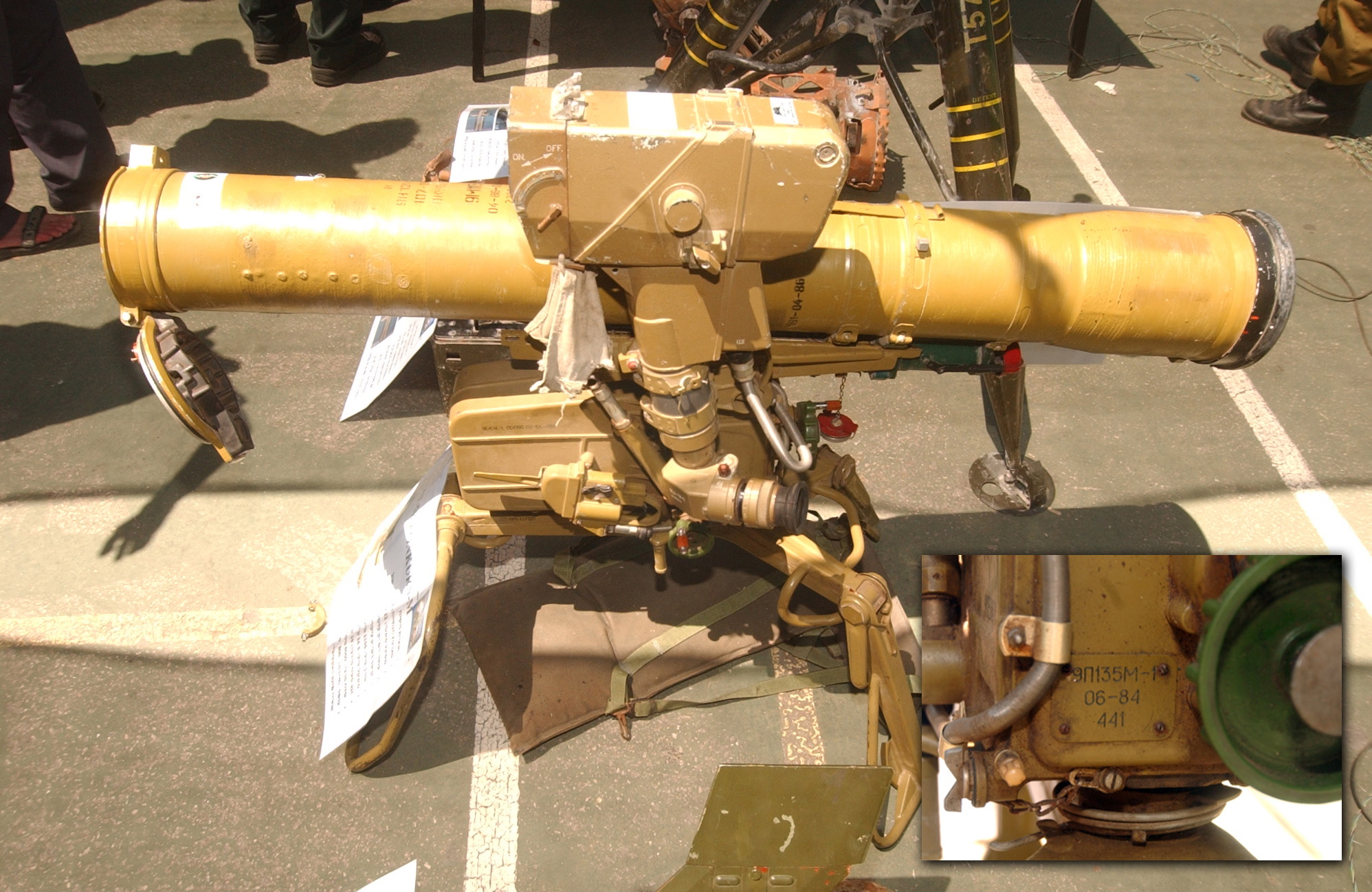
러시아 AT-5. 북한 불새 2호는 조준경 모양이 다르다.

9M113 콩쿠르(9M113 Konkurs)는 소련의 대전차 미사일이다. 나토명 AT-5 스팬드럴이다.

## 역사
2세대 반자동 유선유도 대전차유도탄이다. AT-4 스피곳과 거의 똑같아서 미사일 발사관 앞에 튀어나온 부분으로 겨우 알 수 있다.
- AT-4 스피곳, 2세대 반자동 유선유도 대전차유도탄, 미사일 12.5 kg, 총무게 22.5 kg, 사거리 2.5 km, 실전배치 1970년
- AT-5 스팬드럴, 2세대 반자동 유선유도 대전차유도탄, 미사일 14.6 kg, 총무게 22.5 kg, 사거리 4 km, 실전배치 1974년

미국의 토우2와 비슷하다.
2014년, 하마스 군사조직인 알 카삼 여단이 2014년 이스라엘-가자 분쟁 당시 불새-2를 사용했다.
2017년 2월, 이스라엘 군사정보 웹사이트 데브카파일은 "컨테이너 선박에 실린 불새-2는 리비아에서 이집트 시나이 반도로 옮겨진 뒤 이집트 국경도시 라파에 뚫린 비밀 터널을 통해 팔레스타인의 자치지구인 가자로 유입됐다"고 주장했다. 북한의 재래식 무기 수출은 유엔 안전 보장 이사회 결의 제1718호 위반이다.

## 파생형
- 9M113 Konkurs, 나토명 AT-5A Spandrel A
- 9M113M Konkurs-M, 나토명 AT-5B Spandrel B, 탠덤 탄두, 관통력 RHA 800 mm, 실전배치 1991년, 사거리 주간 4 km, 야간 3.5 km, 저렴한 가격
- Towsan-1, 이란 라이센스 생산. AT-5B, 2000년 초에 실전배치, 공수부대와 장갑차에서 사용
- 9N131M1, 탄두 개량
- 9N131M2-1, 탄두 개량
- 불새 2호, 북한 독자 생산

## 같이 보기
- 9M133 코넷